# Hélio Silva (jornalista)
Hélio Ribeiro da Silva (Rio de Janeiro, 10 de abril de 1904 – Rio de Janeiro, 21 de fevereiro de 1995) foi um jornalista, historiador e monge beneditino brasileiro.

## Vida e obra
Nascido no subúrbio carioca do Riachuelo, formou-se médico pela Faculdade de Medicina da Praia Vermelha, trabalhando nos Correios para ajudar a pagar pelos estudos. Praticou a medicina na Santa Casa da Misericórdia do Rio de Janeiro.
Ainda na década de 1920 dividiu-se entre a medicina e o jornalismo, atuando em órgãos como os jornais O Brasil, O Imparcial, A Tribuna, A Rua, O País, Jornal do Brasil, as revistas ABC e Phoenix. Também colaborou com os órgãos de imprensa paulistas Correio Paulistano, Jornal do Comércio e O Combate.
Em 1930 dirigia a sucursal de O País em São Paulo, quando o jornal foi incendiado por partidários da Revolução de 1930. O ambiente político impediu que continuasse sua carreira no jornalismo. Trabalhou como vendedor de seguros até ser convidado para comandar a sucursal carioca da Folha da noite.
Tornou-se redator-chefe da Tribuna da Imprensa em 1949, por indicação de Carlos Lacerda. Ao lado de Alceu Amoroso Lima e Paulo Sá, fundou o Partido Democrata Cristão.
Em 1959 começou a publicar seus estudos históricos na Tribuna da Imprensa, estimulado por Lacerda e Odylo Costa Filho. Foi o embrião de sua série Ciclo de Vargas, reunida em 16 volumes pela editora Civilização Brasileira. Os estudos se basearam principalmente em arquivos de Getúlio Vargas, Osvaldo Aranha e outros políticos, e contaram com a colaboração de Maria Cecília Ribas Carneiro, cuja co-autoria, devido à resistência do editor Ênio da Silveira, só seria no entanto creditada a partir de 1972.
Entrou para o Mosteiro de São Bento do Rio de Janeiro na década de 1990, assumindo o nome de Dom Lucas. Permaneceu na ordem beneditina até a morte.
Foi presidente do Conselho Administrativo da ABI. Também tinha os títulos de cirurgião emérito do Colégio Brasileiro de Cirurgiões e de fellow do Colégio Internacional de Cirurgiões.

## Acusação de plágio
Seu livro Nilo Peçanha - A Revolução Brasileira 1909-1910, de 1983, foi apontado como plágio de A Vida de Nilo Peçanha (1962), de Brígido Tinoco. O escritor e jornalista Fernando Jorge apontou a semelhança entre trechos dos dois livros, que o historiador atribuiu a uma falha de um de seus revisores.
Ainda segundo Fernando Jorge, foram as acusações de plágio que fizeram Hélio Silva desistir de uma candidatura à Academia Brasileira de Letras. Numa homenagem póstuma ao historiador, o acadêmico Alberto Venancio Filho criticou-o, dizendo: “Vamos saudar os que partiram, mas este plágio a morte não absolve”.                 

## Principais obras
- 1964 – Golpe ou contragolpe?
- História da República brasileira (em 21 volumes)
- Noite de agonia
- Memórias: a verdade de um revolucionário
- O poder civil
- O poder militar
- 20 anos de golpe militar
- Vargas, uma biografia política

### Ciclo Vargas
- 1889 – A República não esperou o amanhecer
- 1922 – Sangue na areia de Copacabana
- 1926 – A grande marcha
- 1930 – A revolução traída
- 1931 – Os tenentes no poder
- 1932 – Guerra paulista
- 1933 – A crise no tenentismo
- 1934 – A constituinte
- 1935 – A revolta vermelha
- 1937 – Todos os golpes se parecem
- 1938 – Terrorismo em campo verde
- 1939 – Vésperas de guerra
- 1942 – Guerra no continente
- 1944 – O Brasil na guerra
- 1945 – Por que depuseram Vargas
- 1954 – Um tiro no coração[8]